# Zürichsjön
Zürichsjön (schweizertyska: Zürisee, tyska: Zürichsee) är en sjö i Schweiz som ligger vid den sydöstra delen av Zürich.
Geografiskt ligger sjön i den sydöstra delen av kantonen Zürich. Öster om sjön ligger de två mindre sjöarna Greifensee (Greiffensjön) och Pfäffikersee (Pfäffikonsjön).
Sjön bildas av floden Linth som rinner ner från glaciärerna i Tödiområdet i Glarusalperna. Linth avleds av Escherkanalen (färdigbyggd 1811) till Walensjön och därifrån går Linthkanalen (färdigbyggd 1816) in i den östra delen av Zürichsjön. I den nordöstra delen rinner sjön ut i floden Limmat via Zürich. Inga andra viktigare vattendrag rinner ut i sjön.
Sjön ligger 406 meter över havet och dess area är 90,1 km². Längden på sjön är 40 kilometer, största bredden 3 kilometer och det största djupet är 143 meter. Sjöns volym är 3,9 km³.
Den största delen av Zürichsjön tillhör kantonen Zürich men två tredjedelar av den östra delen mot den södra stranden tillhör kantonen Schwyz och en tredjedel mot den norra stranden tillhör kantonen Sankt Gallen. Den stora dammen Seedamm med väg- och järnvägsbron mellan Rapperswil och Pfäffikon som delar den östra delen från resten av sjön passeras endast av små båtar. Fartyg trafikerade sjön för första gången 1835 men de går inte på andra sidan dammen eftersom den delen är för grund och innehåller mycket sjögräs. Den östra delen av sjön kallas Obersee som betyder den övre sjön. Väster om dammen ligger de små öarna Lützelau och Ufenau (dit Ulrich von Hutten flydde 1523 och där han avled och begravdes). Båda sidor av sjön är mycket bördiga.
Mellan Bürkliplatz i Zürich och Seedamm finns inga broar över sjön. Det finns några färjeförbindelser och den största går mellan Horgen och Meilen.

## Orter vid Zürichsjön
Zürich är den största orten vid sjön.
På den västra stranden som gradvis övergår till den södra finns Thalwil, Horgen, Wädenswil, Richterswil, Pfäffikon och Lachen. 
På den motsatta sidan finns Meilen (där de första lämningarna efter sjöbostäder upptäcktes 1853–54), Stäfa och den gamla staden Rapperswil med slottet som inrymmer ett polskt museum. Schmerikon ligger nära den allra östligaste delen av sjön och bortom den staden ligger Uznach.